# 奇日卡河

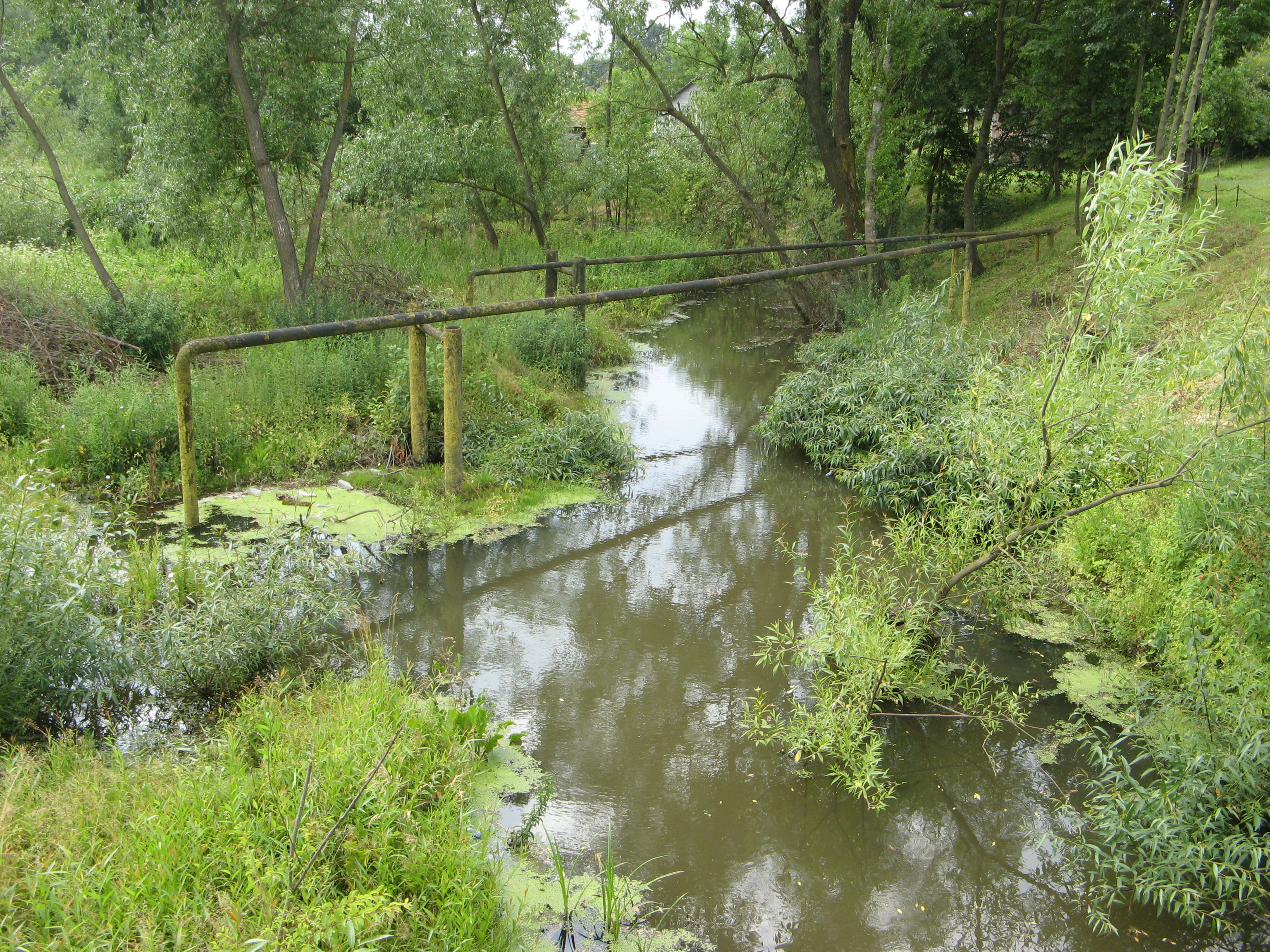

奇日卡河（烏克蘭語：Чижка），是烏克蘭西部的河流，屬於維爾瓦河的右支流。該河流經利維夫州的桑比爾區，河道全長11公里，流域面積33平方公里。